# Новая Кобуска
Новая Кобуска, Кобуска Ноуэ (рум. Cobusca Nouă) — село в Новоаненском районе Молдавии. Относится к сёлам, не образующим коммуну.

## География
Село расположено на высоте 49 метров над уровнем моря.

## Население
По данным переписи населения 2004 года, в селе Новая Кобуска проживает 1701 человек (835 мужчин, 866 женщин).
Этнический состав села:
| Национальность | Число жителей | Процентный состав |
| -------------- | ------------- | ----------------- |
| молдаване      | 1601          | 94,12             |
| русские        | 38            | 2,23              |
| украинцы       | 17            | 1,0               |
| румыны         | 17            | 1,0               |
| цыгане         | 16            | 0,94              |
| болгары        | 5             | 0,29              |
| гагаузы        | 4             | 0,24              |
| прочие         | 3             | 0,18              |
| Всего          | 1701          | 100 %             |